# El llanto (película de 2024)
El llanto es una película de terror de 2024, dirigida por Pedro Martín-Calero en su ópera prima, quien la coescribió con Isabel Peña. Está protagonizada por Ester Expósito, Mathilde Ollivier y Malena Villa. Se estrenó en el Festival Internacional de Cine de San Sebastián el 25 de septiembre de 2024, y tuvo su estreno comercial en cines españoles el 25 de octubre de 2024, con distribución de Universal Pictures España.

## Sinopsis
Andrea es una joven acechada por algo que no puede ver a simple vista. Hace veinte años, a diez mil kilómetros, la misma presencia aterrorizaba a Marie. Camila fue la única persona que pudo entender lo que le ocurría, pero nadie le creyó. Al enfrentarse a esa amenaza opresiva, las tres escuchan el mismo sonido sobrecogedor: un llanto.

## Reparto
- Ester Expósito como Andrea
- Mathilde Ollivier como Marie
- Malena Villa como Camila
- José Luis Ferrer como hombre de negro
- Claudia Roset como Sara
- Lía Lois como Laura
- Sonia Almarcha como Mercedes
- Tomás del Estal como Gonzalo
- Àlex Monner como Pau
- Lautaro Bettoni como Adolfo
- Blanca Valletbó como Lisbeth
- Guillermina Sorribes como Lisbeth niña

## Producción
Pedro Martín-Calero, quien ya contaba con experiencia en la dirección de cortometrajes, anuncios y videoclips, anunció su primera película en febrero de 2023 con Isabel Peña como guionista y con Ester Expósito, Mathilde Ollivier y Malena Villa como protagonistas. La cinta se ha rodado en Madrid, en Buenos Aires y en La Plata, por lo que se trata de una coproducción hispano-franco-argentina con la participación de RTVE, Prime Video y el Canal + francés, además de la Comunidad Autónoma de Madrid, el Ayuntamiento de Madrid, el ICAA y el INCAA.

## Lanzamiento y marketing
En julio de 2024 se anunció como una de las películas competidoras por la Concha de Oro en el Festival Internacional de Cine de San Sebastián, estrenándose el 25 de septiembre del mismo año. Tiene previsto su estreno comercial en cines para el 25 de octubre.